# Hartland (Wisconsin)
Hartland is een plaats (village) in de Amerikaanse staat Wisconsin, en valt bestuurlijk gezien onder Waukesha County.

## Demografie
Bij de volkstelling in 2000 werd het aantal inwoners vastgesteld op 7905. In 2006 is het aantal inwoners door het United States Census Bureau geschat op 8689, een stijging van 784 (9,9%).

## Geografie
Volgens het United States Census Bureau beslaat de plaats een oppervlakte van 11,7 km², geheel bestaande uit land. Hartland ligt op ongeveer 266 m boven zeeniveau.

## Plaatsen in de nabije omgeving
De onderstaande figuur toont nabijgelegen plaatsen in een straal van 8 km rond Hartland.